# 工藤夕贵
工藤夕贵（日语：／ Kudō Yūki，1971年1月17日—）是一名日本女演员。曾获得藍絲帶獎最佳女主角、報知電影獎最佳女主角等奖项。

## 家庭
父亲井泽八郎（本名工藤金一）。